# Bogdan Petriceicu Hasdeu

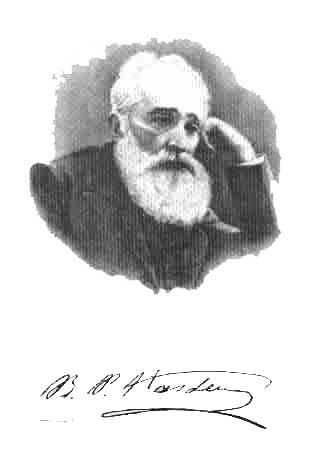
Hasdeu: fotografia e assinatura

Bogdan Petriceicu Hasdeu, batizado Hasdeu Tadeu (16 de fevereiro de 1836, Cristineşti, Hotin (agora Ucrânia) - 7 de setembro de 1907, em Câmpina) foi um escritor romeno e filólogo de famílias Hâjdău, pioneiro em vários ramos de filólogia e da história Romena. Acadêmico, enciclopedista, jurista, linguista, folclorista, jornalista, historiador e político, Hasdeu foi uma das maiores personalidades da cultura romena de todos os tempos. Admite-se que era capaz de entender 26 linguas e de manter uma conversação em muitas delas.